# الاتحادية الجزائرية لألعاب القوى
الاتحادية الجزائرية لألعاب القوى تشمل العديد من الأندية الممارسة لألعاب القوى بالجزائر، والتي تُنظم العديد من التظاهرات الرياضية الوطنية،
وهي منخرطة مع الاتحاد الدولي لألعاب القوى منذ سنة 1962، ومع الاتحاد الأفريقي لألعاب القوى.

## وصلات خارجية
- الموقع الرسمي للإتحادية